# Molossops mattogrossensis
Molossops mattogrossensis är en fladdermusart som beskrevs av Vieira 1942. Molossops mattogrossensis ingår i släktet Molossops och familjen veckläppade fladdermöss. IUCN kategoriserar arten globalt som livskraftig. Inga underarter finns listade i Catalogue of Life.
Arten förekommer i hela brasilianska Amazonområdet och dessutom i angränsande landskap av Colombia, Venezuela, regionen Guyana och östra Brasilien. Habitatet varierar men fladdermusen behöver klippor med bergssprickor där den kan gömma sig. Individerna jagar olika flygande insekter.
Hannar är med en genomsnittlig kroppslängd (med svans) av 79,1 mm, en svanslängd av cirka 25,5 mm och en genomsnittlig vikt av 6,1 g lite större än honor. Honor blir med svans omkring 76,8 mm långa och 5,4 g tunga. Svansen är ungefär lika lång som hos hannar. Arten har ungefär 30 mm långa underarmar och cirka 13mm långa öron. Kännetecknande är vårtiga utskott på underarmarnas ovansida. Håren på ovansidan är ljus vid roten och brun på spetsen vad som ger en ljusbrun pälsfärg. Flygmembranen och öronen är tydlig mörkare brun. Öronen är inte sammanlänkade på hjässan.
Parningen sker vid slutet av den torra perioden eller i början av regntiden. Troligen parar sig honor från samma population ungefär samtidig.
Arten är ensam i undersläktet Neoplatymops som ibland godkänns som självständig släkte. Namnet är grekiska och betyder "ny avplattad fladdermus". Artepitet syftar på regionen där arten upptäcktes i brasilianska delstaten Mato Grosso.